# Convento di Sant'Orsola (Padova)
Il convento di Sant'Orsola di Padova è stato un edificio religioso di origine medievale, fondato da Enrico Scrovegni, ora adibito ad abitazione privata, situato lungo il fiume Roncajette nel rione di San Gregorio Magno.

## Storia
L'area limitrofa all'ex-convento di Sant'Orsola in epoca romana era luogo di sepolture dell'antica Patavium, come il vicino rione di Terranegra. Nella stessa via Sant'Orsola vecchia, fu ritrovata una stele databile verso la fine del V secolo a.C. raffigurante, tra le varie decorazioni, una pariglia di cavalli rampanti, in buono stato di conservazione. Il rinvenimento fortuito avvenne durante un'operazione di scavo nell'area, quando gli operatori si accorsero che la stele era stata incastonata sulla parete di un'abitazione civile; ora è collocata nei Musei civici di Padova. In epoca antica il toponimo era Vadus Calcarie, anche se è rintracciabile anche il termine Vo' di Zocco.

### Donazione di Enrico Scrovegni nel 1294
Alla fine del Duecento, Enrico Scrovegni decise di donare ai monaci Cistercensi i suoi terreni in Vadus Calcarie. Il 17 giugno 1294 il vescovo di Padova Bernardo Platon concede a Enrico Scrovegni la licenza di erigere la chiesa e il monastero di Sant'Orsola per i Cistercensi. Le motivazioni di questa donazione sono sia religiose sia politiche. Le intenzioni dello Scrovegni erano di costruire un mausoleo per la propria famiglia su modello dei Carraresi e della loro donazione dell'abbazia di Santo Stefano di Due Carrare.  Il rapporto con Chiesa era molto importante per la famiglia Scrovegni già a partire dal padre Rinaldo. In quegli stessi anni, Enrico farà diverse donazioni per i lavori nella Basilica di Sant'Antonio.
Quando nel 1300 Enrico acquista la proprietà Dalesmanini e i resti dell'arena romana la sua attenzione si sposta verso l'edificazione di una cappella palatina, che aveva l'obiettivo di esaltare la sua figura in ambito politico e religioso: la sua opera di mecenatismo ebbe il suo apice propria con la cappella Scrovegni. Nel suo testamento citerà in particolare la cappella, come luogo di sepoltura nonostante il suo esilio,  ma attenzione fu data anche alla donazione di paramenti alla chiesa del monastero di Sant'Orsola.
Il monastero cadde probabilmente in disuso per colpa della peste che colpì la città verso la metà del XIV secolo, passando di proprietà alle monache di San Benedetto Vecchio.

### Francescani dell'Osservanza

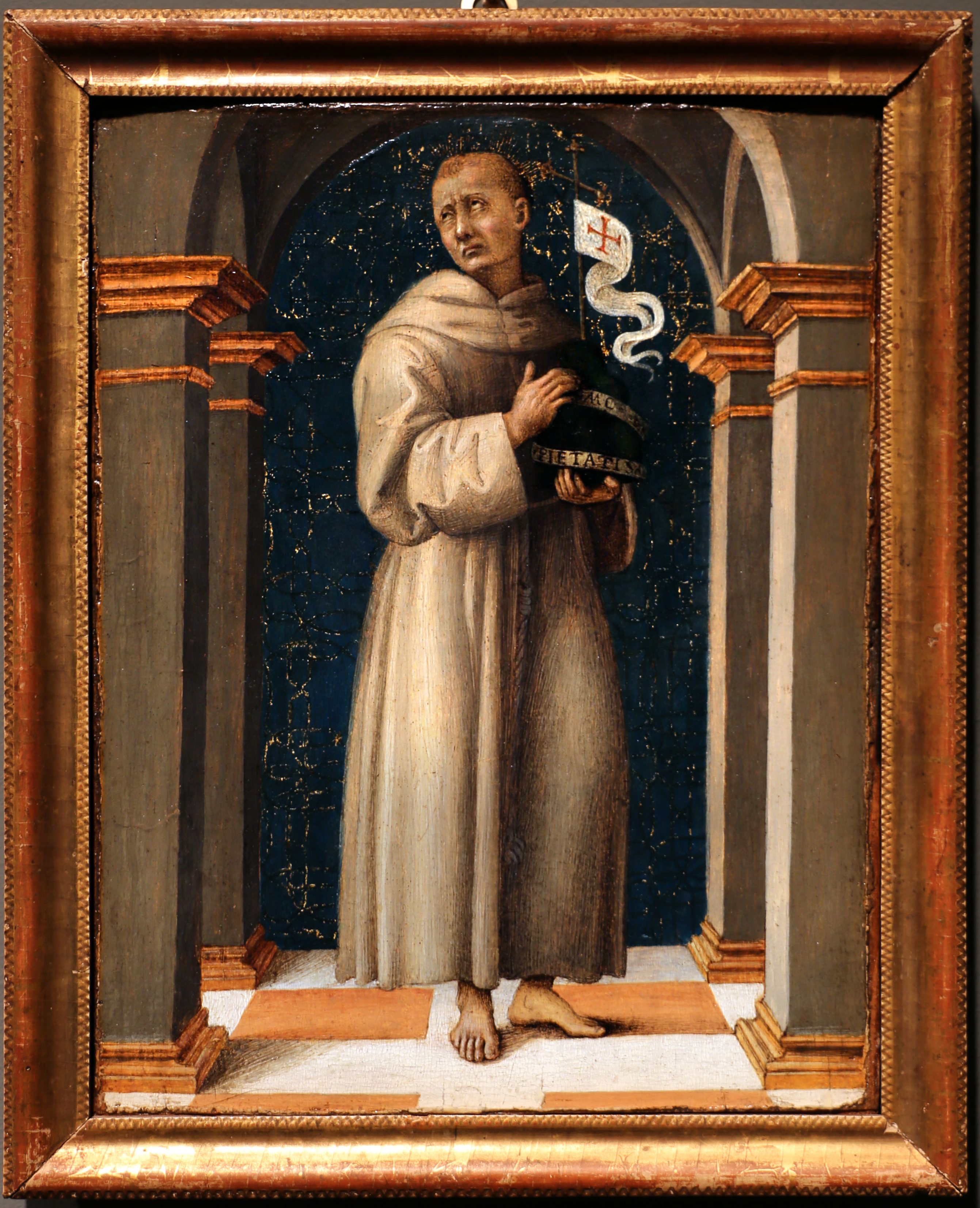
Il Beato Bernardino da Feltre, fu novizio presso il Convento di Sant'Orsola.

Il 22 febbraio 1402 tutta la comunità monacale di San Benedetto Vecchio riunita in capitolo, con la presenza dell'abadessa Orsola Buzzacarini, donò la chiesa di Sant'Orsola, l'abitazione e l'orto all'Ordine dei frati minori. Nella donazione viene specificato che il monastero è abbandonato da molto tempo e che le monache avevano provveduto a sistemarlo per far sì che i francescani "potessero celebrare più solennemente il divin culto", come sottolineato da papa Bonifacio IX nella lettera dove accorda il suo consenso alle volontà di donazione delle monache.
La distanza dalla città di un convento francescano dell'Osservanza non deve sorprendere, in quanto le prime comunità di frati zoccolanti, così chiamati per via delle calzature indossate, erano poste in luoghi distaccati dai grandi centri abitati, in alcuni casi dei veri e propri eremi. Ciò accadde non solo nel padovano con Sant'Orsola, ma ma anche tra l'Umbria e le Marche (ad esempio il convento di Brogliano e l'eremo di Monteluco).
Il contesto della Padova nei i primi anni del Quattrocento non è tra i più semplici; infatti, nel 1405 Padova fu messa sotto assedio dalle truppe di Paolo Savelli, a servizio della Repubblica di Venezia . Le conseguenze furono pesanti poiché la popolazione delle campagne si riversò nella città creando sovrappopolazione e difficoltà di approvvigionamento, con scarsa igiene che portò presto a un'epidemia di peste. Lo stesso Savelli nel giugno dello stesso anno si acquartierò a Terranegra e nei pressi del Vo' di Zocco.

Circa dieci anni dopo i coniugi Baldo de' Bonafarii e Sibilla de Cetto fondarono la Scuola della Carità a Padova con l'edificazione di quello che è ritenuto il primo ospedale di Padova. Annesso al nosocomio fu creato per i padri zoccolanti il convento di San Francesco Grande che ebbe il compito di sussidere e aiutare nel mantenimento dell'ospedale. Avviene quasi subito, dunque, quello che si può definire il passaggio dall'eremo alla piazza; le ragioni di questo rapido spostamento sono date dai rapporti dell'Ordine con l'élite politica e nobiliare, colpita dall'esempio e dalle predicazioni dei frati, probabilmente anche grazie alla presenza in città di Bernardino da Siena.
«un giorno, ritornando dalla predica al suo Convento di San Francesco, attorniato da immenso popolo, gli fu tagliata una gran parte dell'abito, per cui gli convenne ritirarsi fuor di città nel Picciolo convento di Sant'Orsola.»
Tuttavia il convento di sant'Orsola non venne abbandonato, ma restò collegato al San Francesco e ne diventò sede del noviziato. Uno dei suoi più celebri novizi fu Bernardino da Feltre che, seppur osteggiato dalla famiglia, qui fece un duro noviziato per vestire poi il saio francescano nel Convento di San Francesco nel 1456. Il suo noviziato viene descritto come un'esperienza di estrema povertà, disciplina e duro lavoro, dovuto anche all'ambiente che lo ospitava.
È del 1472 un testamento di Zuane (Giovanni) Scarpazza dove si identifica come frate Ilario del convento di Sant’Orsola fuori le mura di Padova. Il testamento è colmo di postille e precisazioni, ma rappresenta la prima testimonianza dell’esistenza di uno degli eredi, suo nipote Vittore, che addolcirà il nome da Scarpazza a Carpaccio. Vittore Carpaccio fu uno dei massimi esponenenti della pittura a Venezia a cavallo tra il Quattro e il Cinquecento. Le Storie di sant'Orsola, conservate alle Gallerie dell’Accademia di Venezia, sono considerate il suo capolavoro. Inutile ipotizzare una collocazione diversa da quella lagunare in quanto i dipinti furono realizzati per la Scuola di Sant’Orsola presso la basilica dei Santi Giovanni e Paolo.
Il convento non venne coinvolto nel guasto del 1509, al contrario di molti centri abitati ed edifici religiosi, come ad esempio il convento dell'Arcella, dove morì sant'Antonio. Della stessa contrada di Sant'Orsola rimase solo il convento, mentre andarono perdute tutte le abitazioni.
Nella prima metà del Cinquecento il convento fu adibito temporaneamente a lazzaretto fino al 1553, quando il governo di Venezia decise che Padova doveva dotarsi di una struttura specifica e organizzata anche per casi di epidemie.
Nel 1605 Andrea Cittadella nel suo Descrittione di Padoa, dà una descrizione della chiesa di Sant'Orsola, specificando che in quel periodo era guardiano un certo fra Giulio Aghiacio di Padova. La chiesa era pavimentata e aveva la copertura tavellata; la lunghezza era di 76 e larga 20; aveva un coro nel mezzo, tre altari, quattro calici, tre campane, un orologio e un portale; indica anche la presenza di un altare dedicato a Sant'Antonio di Vienna.

Della seconda metà del Seicento si ha una testimonianza del vescovo Gregorio Barbarigo, il quale nelle sue riflessioni spirituali scrive così a proposito dei religiosi:
«Tanti regolari, che tengono scandalosissime vite, e si tace! [...] In Montegalda un frate o due del Terzo ordine di San Francesco scandalosi, disobbedienti, di disturbo al governo, e ciò non ostante li reclami del zelante vicario foraneo. In San Gregorio lo stesso disordine con li frati zoccolanti di Sant'Orsola.»
Nonostante per secoli sia stata oggetto di donazioni, il 3 agosto 1750 l'allora padre guardiano Giuseppe Maria di Poianella denuncia lo stato del convento, richiedendo specifici interventi per salvaguardare la chiesa e gli edifici. Venne richiesta una perizia e nel dettaglio indicate le previsioni di spesa; necessitavano di lavori: il tetto della chiesa, le due porte maggiori perché logorate e infradiciate, le finestre sia per la chiesa sia per le abitazioni, gli infissi per le abitazioni sia al piano terra sia al superiore, porte nuove al piano terra e lavori di canalizzazione per il pozzo, per i cortili dei chiostri; per il brolo minacciato dal fiume si richiedono delle paratie di legno di montagna. Il totale dei lavori e materiali fu stimato a 3450 Lire, convertibili in 550 ducati.
La situazione del convento appare così a metà del Settecento molto precaria e non vi è traccia o prova che questi lavori vennero effettivamente realizzati.

### Il passaggio a proprietà privata

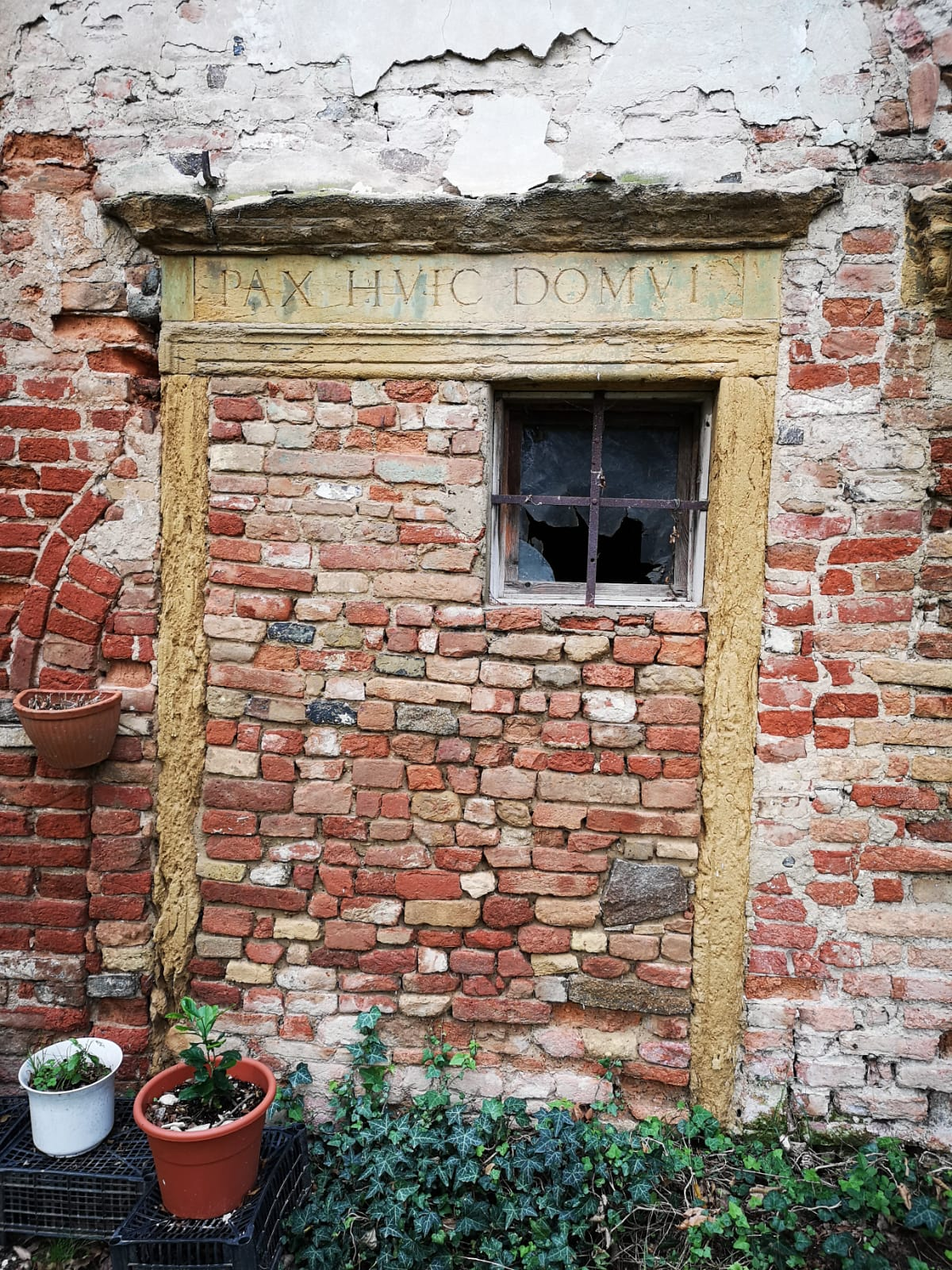
Portale di accesso al Convento, circa del Cinquecento

Nella seconda metà del Settecento a Venezia ci fu una spinta riformista, nonostante una società restia a rinunciare a privilegi e lenta alle nuove correnti di pensiero. Una delle poche riforme ad avere una certa risonanza fu quella delle vendite delle proprietà religiose degli ordini regolari, che aveva l'obiettivo di raccogliere fondi per risanare il debito pubblico. Si creò così una commissione che prese il nome di Deputazione Ad Pias Causas, che fu affiancata dall'Aggiunto sopra i monasteri.
Diversi conventi dell'Osservanza francescana vennero chiusi come Este, Montagnagna, Camposampiero e il convento della Madonna delle Grazie Piove di Sacco. In totale ventidue conventi dell'Osservanza furono soppressi e ne rimasero attivi trentatre. Nel 1769 i frati osservanti erano 1117 e questa cifra si ridusse a 541 unità, seguendo le indicazioni della Deputazione.
Nel 1769 anche il convento di Sant'Orsola, per il suo precario stato, fu costretto a chiudere e i Frati rimasti andarono nella comunità di San Francesco Grande. Dopo vari tentativi di vendita andati a vuoto, nel 1772 il convento fu venduto alla famiglia Dondi dell'Orologio. Con la vendita l'acquirente si impegnava a: far celebrare una Messa in ogni giorno festivo nella Chiesa del convento; della stessa doveva mantenere i mobili e gli arredi sacri, in caso comprarne di nuovi; infine, l'acquirente aveva l'obbligo del mantenimento e restauro della chiesa, della sagrestia, del campanile e delle relative campane.

### Epoca recente
Il 25 novembre 1800 in una missiva mons. Francesco Scipione Dondi dall’Orologio indica che la proprietà era di Gio Batta Cortivo, appartenente ad una famiglia legata a quella dei Dondi; inoltre, nella stessa, concede di poter demolire la metà della chiesa dell'ormai ex-convento solo a queste condizioni:
1. Sia demolita quella porzione anteriore, che arriva dalla Porta alla metà della chiesa, ed eretta una muraglia che chiuda affatto la chiesetta che resterà in piedi col coro.
2. L’altare del coro isolato si pianti quasi in fondo al coro stesso, sopra cui vi sia rimesso il tabernacolo per custodire il SS. Sacramento nel caso che le alluvioni delle acque necessitassero a trasferirlo dalla vicina parrocchia di San Gregorio.
3. Il terreno della chiesa demolita servir debba d’aggiunta al cimitero vecchio, né mai abbia ad esser convertito in campo di agricoltura.
4. Demolito il vecchio campanile ne sia eretto uno piccolo con una o due campanelle a comodo della popolazione.
5. Tutta la chiesa sia compita perfettamente nel soffitto decente, e nel pavimento, provveduta di banchi sufficienti al bisogno, come pure che la sacrestia sia provveduta delle suppellettili necessarie per la celebrazione della santa messa.[24]

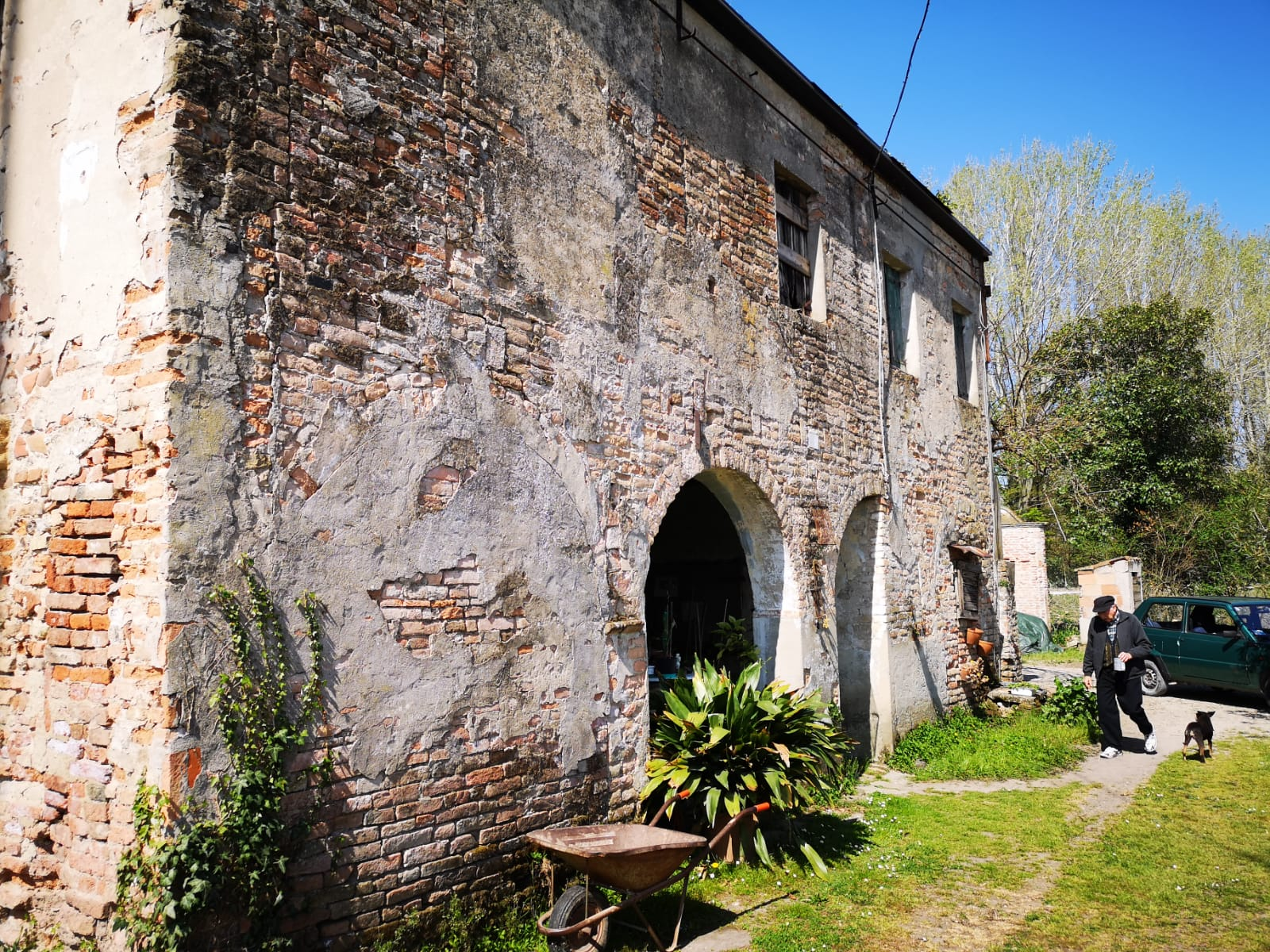
Facciata orientale. Da notare gli archi che facevano parte del chiostro minore.

Nel 1804 Pietro Brandolese visita e descrive la chiesa da un punto di vista artistico citando in particolare due opere: un quadro posto sopra la porta maggiore nella controfacciata, rappresentante la Madonna su piedistallo con san Francesco, sant'Antonio, sant'Orsola e due sante, che lui ritiene essere opera simile alla maniera di Jacopo da Montagnana; sull'altare di destra, invece, una tavola raffigurante san Giuseppe, sant'Antonio e san Francesco ad opera di un frate dell'Osservanza. Quest'ultimo dipinto si trova presso la nuova chiesa di San Gregorio Magno, mentre del primo non si hanno più notizie.
Il 10 maggio 1812 il delegato del vescovo visita la chiesa di Sant'Orsola, notifica che non sono state rispecchiate le indicazioni del Dondi dell'Orologio. A fine secolo subentra l'attuale famiglia degli Zambon.
Tra gli anni ottanta e novanta il continuo sviluppo della Zip, Zona Industriale di Padova, ha portato alla progettazione e realizzazione dei nuovi binari delle Ferrovie dello Stato. Il nuovo fascio, però, venne creato sopra le fondamenta della chiesa e degli altri fabbricati che un tempo componevano il Convento, lasciando solo l'edificio ancora visibile. Fu costruito un muro per separare la proprietà dai binari.

## Sant'Orsola nella cartografia
Il convento viene rappresentato nella cartografia sin dal XIV secolo.
Il convento di Sant'Orsola viene raffigurato nella Galleria delle carte geografiche dei Musei Vaticani. Si può notare, infatti, nella rappresentazione del territorio padovano una riproduzione indicativa del Convento fuori le mura di Padova. Quello del Vaticano non è l'unico esempio, infatti, viene indicata in diverse carte geografiche fino alla prima metà dell'Ottocento. Viene rappresentata per esempio nel celebre Theatro del Mondo di Abramo Ortelio, ma anche in rappresentazioni per i corsi fluviali.
Nelle mappe catastali il toponimo Sant'Orsola appare almeno fino a metà dell'Ottocento.